# José Luis Sáenz de Heredia
José Luis Sáenz de Heredia y Osio, né le 10 avril 1911 à Madrid et mort le 4 novembre 1992 dans la même ville, est un réalisateur espagnol, emblème du cinéma franquiste.

## Biographie
Issu du milieu aristocratique madrilène, il commence sa carrière dans le cinéma au début des années 1930, en compagnie notamment de Luis Buñuel avec lequel il travaille sur quatre films, dont ¿Quién me quiere a mí? qu'ils co-réalisent, sorti trois mois avant le déclenchement de la Guerre d'Espagne en 1936. Le conflit séparera leurs destins : Buñuel s'exile, tandis que Sáenz de Heredia, cousin de José Antonio Primo de Rivera, le fondateur de la Phalange, reste à Madrid.
Il devient en quelque sorte le réalisateur officiel de l'Espagne franquiste : en 1942, il adapte un scénario de Francisco Franco sous le titre de La Race ; ses films sont envoyés aux festivals de Cannes, Venise et Berlin, le Círculo de Escritores Cinematográficos le prime huit fois entre 1948 et 1963, il est plusieurs fois membre du jury du Festival de Saint-Sébastien. Il obtient de gros succès et dirige des stars comme Sara Montiel ou María Félix. Son meilleur film reste la comédie Historias de la radio (1955), avec Francisco Rabal et José Isbert. En 1964 sort son documentaire Franco: ese hombre, à la gloire du Caudillo, commande à l'occasion des vingt-cinq ans de la dictature.
Il meurt à 81 ans d'un œdème aigu du poumon, sans jamais avoir renié sa filiation franquiste.

## Filmographie sélective

### Réalisateur
- 1934 : Patricio miró a una estrella (es)
- 1935 : La Fille de Juan Simon (La hija de Juan Simón)
- 1936 : Qui m'aime ? (es) (¿Quién me quiere a mí?)
- 1941 : A mí no me mire usted (es)
- 1942 : La Race (Raza)
- 1943 : El escándalo (es)
- 1945 : El destino se disculpa (es)
- 1945 : Bambú (es)
- 1947 : Mariona Rebull (es)
- 1948 : Las aguas bajan negras (es)
- 1948 : La mies es mucha (es)
- 1950 : Le Plus Bel Amour de Don Juan (es) (Don Juan)
- 1952 : L'Emprise du destin (Los ojos dejan huellas)
- 1954 : Tout est possible à Grenade (Todo es posible en Granada)
- 1955 : Historias de la radio (es)
- 1957 : Faustina
- 1959 : Zoras le Rebelle (es) (Diez fusiles esperan)
- 1960 : El indulto (es)
- 1962 : El grano de mostaza (es)
- 1963 : Los derechos de la mujer (es)
- 1963 : La Fête de la colombe (es) (La verbena de la Paloma)
- 1964 : Franco, ese hombre (es)
- 1965 : Historias de la televisión (es)
- 1966 : Frère torero (es) (Fray Torero)
- 1967 : Pero... ¿en qué país vivimos? (es)
- 1968 : Relaciones casi públicas (es)
- 1969 : Juicio de faldas (es)
- 1969 : El taxi de los conflictos (es)
- 1970 : ¡Se armó el belén! (es)
- 1970 : Don Erre que erre (es)
- 1970 : El alma se serena (es)
- 1971 : Me debes un muerto (es)
- 1971 : La decente (es)
- 1971 : Los gallos de la madrugada (es)
- 1973 : Proceso a Jesús (es)
- 1974 : Cuando los niños vienen de Marsella (es)
- 1975 : Solo ante el Streaking (es)

### Acteur
- 1937 : Sentinelle, alerte ! (¡Centinela, alerta!) de Jean Grémillon et Luis Buñuel